# Regioni della Repubblica Serba di Bosnia ed Erzegovina

Regioni della Repubblica Serba con i loro capoluoghi

Nella Repubblica Serba vi sono 7 regioni, che non possiedono alcun carattere amministrativo ma solo statistico, ossia rivolto solamente al raggruppamento dei comuni per raccolta di dati e informazioni.
Il sistema è simile alle regioni statistiche della Slovenia. Ognuna è formata da vari comuni e non possiede alcuna insegna o simbolo di rappresentanza.

## Lista
Qui di seguito sono indicate tutte le 7 regioni dell'entità con i loro centri:
- Banja Luka con sede Banja Luka
- Bijeljina con sede Bijeljina
- Doboj con sede Doboj
- Foča con sede Foča
- Sarajevo-Romanija o Sokolac con sede Istočno Sarajevo
- Trebigne con sede Trebigne
- Vlasenica con sede Zvornik